# Luigi IV di Legnica
Luigi IV di Legnica (in lingua polacca: Ludwik IV legnicki; Brzeg, 19 aprile 1616 – Legnica, 24 novembre 1663) fu duca di Brzeg dal 1633 (insieme ai fratelli fino al 1654), di Wołów (durante il 1653-1654 con i fratelli) e di Legnica dal 1653 (fino al 1654 con i fratelli, poi da solo).
Era il quinto dei figli ma il secondo figlio maschio sopravvissuto di Giovanni Cristiano, duca di Brzeg-Legnica-Wołów-Oława, e della sua prima moglie Dorotea Sibilla, figlia di Giovanni Giorgio, elettore di Brandeburgo.

## Vita
Dopo la morte del loro padre nel 1639, Luigi IV e suo fratello Cristiano ereditarono Brzeg e Oława insieme al loro fratello maggiore Giorgio III, che era stato nominato amministratore dei ducati dall'imperatore sei anni prima. Dopo la morte del loro zio Giorgio Rodolfo nel 1653 senza figli, i fratelli ereditarono Legnica e Wołów. Nel 1654, decisero di dividere i loro domini: Luigi IV ottenne Legnica, Giorgio III mantenne Brzeg, e Cristiano ricevette le piccole città di Oława e Wołów.

## Matrimonio e figli
A Brzeg l'8 maggio 1649, Luigi IV sposò Anna Sofia (1628-1666), figlia di Giovanni Alberto, duca di Meclemburgo-Güstrow dalla sua terza moglie, Eleonorea Maria di Anhalt-Bernburg, cugina di primo grado del padre di Luigi IV, rendendo quindi gli sposi cugini di secondo grado. Ebbero un figlio:
- Cristiano Alberto (7 novembre 1651 - 20 gennaio 1652).

Dopo la sua morte senza figli sopravvissuti, a Luigi IV successero i suoi fratelli Giorgio III e Cristiano. Giorgio III morì poco tempo dopo, e Cristiano riunì tutte le terre sotto la sua sovranità.

## Ascendenza
|                                    |                                  |                                           | Genitori                                |  |  | Nonni |  |  | Bisnonni               |  |  | Trisnonni                  |  |
|                                    |                                  |                                           |                                         |  |  |       |  |  | 8. Giorgio II di Brieg |  |  | 16. Federico II di Legnica |  |
|                                    |                                  |                                           |                                         |  |  |       |  |  | 8. Giorgio II di Brieg |  |  | 16. Federico II di Legnica |  |
|                                    |                                  | 17. Sofia di Brandeburgo-Ansbach-Kulmbach |                                         |  |  |       |  |  | 8. Giorgio II di Brieg |  |  |                            |  |
| 4. Gioacchino Federico di Brieg    |                                  |                                           |                                         |  |  |       |  |  | 8. Giorgio II di Brieg |  |  |                            |  |
|                                    |                                  | 9. Barbara di Brandeburgo                 | 18. Gioacchino II di Brandeburgo (= 12) |  |  |       |  |  |                        |  |  |                            |  |
|                                    |                                  | 9. Barbara di Brandeburgo                 | 18. Gioacchino II di Brandeburgo (= 12) |  |  |       |  |  |                        |  |  |                            |  |
|                                    |                                  | 9. Barbara di Brandeburgo                 | 19. Maddalena di Sassonia (= 13)        |  |  |       |  |  |                        |  |  |                            |  |
| 2. Giovanni Cristiano di Brieg     |                                  | 9. Barbara di Brandeburgo                 |                                         |  |  |       |  |  |                        |  |  |                            |  |
|                                    |                                  | 10. Gioacchino Ernesto di Anhalt          | 20. Giovanni IV di Anhalt-Zerbst        |  |  |       |  |  |                        |  |  |                            |  |
|                                    |                                  | 10. Gioacchino Ernesto di Anhalt          | 20. Giovanni IV di Anhalt-Zerbst        |  |  |       |  |  |                        |  |  |                            |  |
|                                    |                                  | 10. Gioacchino Ernesto di Anhalt          | 21. Margherita di Brandeburgo           |  |  |       |  |  |                        |  |  |                            |  |
| 5. Anna Maria di Anhalt            |                                  | 10. Gioacchino Ernesto di Anhalt          |                                         |  |  |       |  |  |                        |  |  |                            |  |
|                                    |                                  | 11. Agnese di Barby-Mühlingen             | 22. Volfango di Barby-Mühlingen         |  |  |       |  |  |                        |  |  |                            |  |
|                                    |                                  | 11. Agnese di Barby-Mühlingen             | 22. Volfango di Barby-Mühlingen         |  |  |       |  |  |                        |  |  |                            |  |
|                                    |                                  | 11. Agnese di Barby-Mühlingen             | 23. Agnese di Mansfeld                  |  |  |       |  |  |                        |  |  |                            |  |
| 1. Luigi IV di Legnica             |                                  | 11. Agnese di Barby-Mühlingen             |                                         |  |  |       |  |  |                        |  |  |                            |  |
|                                    | 12. Gioacchino II di Brandeburgo | 24. Gioacchino I di Brandeburgo           |                                         |  |  |       |  |  |                        |  |  |                            |  |
|                                    | 12. Gioacchino II di Brandeburgo | 24. Gioacchino I di Brandeburgo           |                                         |  |  |       |  |  |                        |  |  |                            |  |
|                                    | 12. Gioacchino II di Brandeburgo | 25. Elisabetta di Danimarca               |                                         |  |  |       |  |  |                        |  |  |                            |  |
| 6. Giovanni Giorgio di Brandeburgo | 12. Gioacchino II di Brandeburgo |                                           |                                         |  |  |       |  |  |                        |  |  |                            |  |
|                                    |                                  | 13. Maddalena di Sassonia                 | 26. Giorgio di Sassonia                 |  |  |       |  |  |                        |  |  |                            |  |
|                                    |                                  | 13. Maddalena di Sassonia                 | 26. Giorgio di Sassonia                 |  |  |       |  |  |                        |  |  |                            |  |
|                                    |                                  | 13. Maddalena di Sassonia                 | 27. Barbara di Polonia                  |  |  |       |  |  |                        |  |  |                            |  |
| 3. Dorotea Sibilla di Brandeburgo  |                                  | 13. Maddalena di Sassonia                 |                                         |  |  |       |  |  |                        |  |  |                            |  |
|                                    |                                  | 14. Gioacchino Ernesto di Anhalt (= 10)   | 28. Giovanni IV di Anhalt-Zerbst (= 20) |  |  |       |  |  |                        |  |  |                            |  |
|                                    |                                  | 14. Gioacchino Ernesto di Anhalt (= 10)   | 28. Giovanni IV di Anhalt-Zerbst (= 20) |  |  |       |  |  |                        |  |  |                            |  |
|                                    |                                  | 14. Gioacchino Ernesto di Anhalt (= 10)   | 29. Margherita di Brandeburgo (= 21)    |  |  |       |  |  |                        |  |  |                            |  |
| 7. Elisabetta di Anhalt-Zerbst     |                                  | 14. Gioacchino Ernesto di Anhalt (= 10)   |                                         |  |  |       |  |  |                        |  |  |                            |  |
|                                    |                                  | 15. Agnese di Barby-Mühlingen (= 11)      | 30. Volfango di Barby-Mühlingen (= 22)  |  |  |       |  |  |                        |  |  |                            |  |
|                                    |                                  | 15. Agnese di Barby-Mühlingen (= 11)      | 30. Volfango di Barby-Mühlingen (= 22)  |  |  |       |  |  |                        |  |  |                            |  |
|                                    |                                  | 15. Agnese di Barby-Mühlingen (= 11)      | 31. Agnese di Mansfeld (= 23)           |  |  |       |  |  |                        |  |  |                            |  |
|                                    |                                  | 15. Agnese di Barby-Mühlingen (= 11)      |                                         |  |  |       |  |  |                        |  |  |                            |  |

## Fonti
- SILESIA, su fmg.ac, agosto 2012.
- Miroslav Marek, Complete Genealogy of the House of Piast: Silesia, su genealogy.euweb.cz, Genealogy.EU.